# Moerasrat
De moerasrat (Otomys irroratus) is een knaagdier uit het geslacht Otomys dat voorkomt in grote delen van Zuid-Afrika, Lesotho en Swaziland en in Oost-Zimbabwe en nabijgelegen delen van Mozambique. In vroegere classificaties werden vaak (vrijwel) alle soorten van Otomys in deze ene soort samengevat, wat O. irroratus tot een zeer variabele soort maakte met 23 of meer ondersoorten en een verspreiding van Kameroen en Ethiopië tot Zuid-Afrika. Veel van de vormen die nu tot andere soorten worden gerekend hebben meer of minder laminae op de derde bovenkies (M3) dan de zes die O. irroratus heeft, hoewel dit aantal ook bij enkele andere soorten voorkomt. Het karyotype bedraagt 2n=23-32, FN=34-50; er bestaan verschillende lokale karyotypische vormen.
De rug is donkergrijs, de onderkant wat lichter. De korte staart is van boven donkerbruin en van onder geelbruin. Het is een gedrongen soort, met een groot hoofd, korte poten en grote, ronde, behaarde oren. De voeten zijn donkergrijs. De eerste en vijfde tenen zijn kort. De totale lengte bedraagt 23 tot 30,3 cm, de staartlengte 8 tot 12 cm en het gewicht 102 tot 206 gram. Vrouwtjes hebben 0+2=4 mammae.
Deze soort komt voor in moerassen en natte graslanden. Het dier eet allerlei plantaardig materiaal. Ook het opeten van de eigen uitwerpselen (coprofagie) is waargenomen. Na een draagtijd van 40 dagen worden één tot vier jongen geboren. Vrouwtjes kunnen per jaar zeven nesten krijgen tussen augustus en mei. De jongen blijven aan de tepels van hun moeder hangen tot ze als ze twee weken oud zijn worden gespeend. Vrouwtjes zijn soms na vier weken, maar meestal na negen of tien weken geslachtsrijp, mannetjes soms na acht en meestal na dertien weken. Het dier wordt hoogstens twee jaar oud. Het wordt gegeten door servals en andere kleine roofdieren, kerkuilen, slangen en mensen. O. irroratus kan zowel overdag als 's nachts actief zijn. Het slaapt in nesten in de vegetatie, hoewel het ook holen van andere knaagdieren kan gebruiken. De dieren verdedigen hun territoria. De mannetjes hebben een "pikorde".
Otomys anchietae · Otomys angoniensis · Otomys auratus · Otomys barbouri · Otomys burtoni · Otomys cheesmani · Otomys cuanzensis · Otomys dartmouthi · Bergoorrat (Otomys denti) · Otomys dollmani · Otomys fortior · Otomys helleri · Moerasrat (Otomys irroratus) · Otomys jacksoni · Otomys karoensis · Otomys lacustris · Otomys laminatus · Otomys occidentalis · Otomys orestes · Otomys simiensis · Otomys sloggetti · Otomys sungae · Otomys thomasi · Otomys tropicalis · Otomys typus · Otomys unisulcatus · Otomys uzungwensis · Otomys willani · Otomys yaldeni · Otomys zinki